# 普萊森特瓦利 (內華達州白松縣)
普萊森特瓦利（英語：Pleasant Valley）是位於美國內華達州白松縣的鬼鎮。

## 歷史
普萊森特瓦利的郵局於1892年設立，其後於1894年停運。

## 地理
普萊森特瓦利所處的海拔為高於海平面1909米（即6263英呎），而該地所採用的時區為UTC-8，即太平洋时区（PST）。同時該地設有夏令時間，為UTC-8調快一小時，即UTC-7（PDT）。